# Værne Kloster
Værne Kloster (eller Verne kloster, i middelalderen Varna kloster) er en herregård i Rygge kommune i Østfold fylke i Norge. Det har tidligere været kongsgård og johanniterkloster (Norges eneste). Det blev lagt under kronen i 1532, og blev der frem til 1675. I moderne tid har det været mejeri og planteskole. I dag er det kun landbrug på stedet. 

## Bygning, område
Den ældste del af hovedbygningen er fra ca. 1660 og er bygget på mure fra klostertiden. Af klosterkirken er der kun ruiner tilbage. De ligger i have sydøst for hovedbygningen. Der finder man også en bautasten med johanniterordenens våbenskjold og årstallene 1190 og 1532, samt en lille hvid statue af «Den ensomme nonne». 
Værne kloster er det eneste klostersted i Norge som endnu ikke (2005) har været genstand for arkæologiske udgravninger. 
Værne kloster ligger omgivet af et særpræget herregårdslandskab, med store egetræer og flotte alléer. Bogslunden i nærheden af klosteret er Norges første fredede ædelløvskovsreservat og blev fredet 2. november 1973.

## Historie

### Småkonger, krongods
Området omkring Værne (eller Varna, som det blev kaldt før) har flere store gravhøje fra bronzealderen. Værne var oprindelig center for lokale småkonger. En af dem var Kong Skjold på Varna. Om ham findes en række legender, – det ble sagt at han kunne al slags trolddom. 
| Citat | "En dag kong Øystein havde hærget og ranet i Varna, kom kong Skjold frem til stranden med sin hær efter at Kong Øystein havde sejlet bort med sine skibe. Kong Skjold så deres sejl, tog sin kappe og svingede og blæste med den, så bommen på Øysteins skib slog ham over bord. Det blev Øysteins bane." | Citat |
|       | |       |

### Johanniterkloster
Kong Sverre Sigurdsson overdrog omkring 1190 stedet til johanniterordenen. De anlagde et hospital eller plejehjem for gamle hirdsmænd. Klostertiden varede til 1532.
Klosterets kirke var viet til Johannes Døberen.
Klosteranlægget var det eneste johanniterordenen havde i Norge. Ordenens oprindelige formål var at drage omsorg for syge og nødstedte pilgrimme i Det hellige Land. Men virksomheden fik efterhånden en militær side; i løbet af 1100-tallet opbyggede de militære eliteafdelinger som var med til at forsvare korsfarerstaterne sammen med andre korsfarerordener, som Tempelridderne. I Norge drev johanniterne udelukkende humanitært arbejde. 
Anlægget tjente også som hospital for kongens hird frem til 1308, da kong Håkon 5. Magnusson (1299-1319) oprettede et hospital for dette formål ved Mariakirken i Oslo. Kongen kom i konflikt med johanniterne og klostergodset blev konfiskeret. Hans efterfølger, kong Magnus Eriksson (1319-1374), blev af paven pålagt at levere klostergodset tilbage.
Resterne af klosterkirken viser at det har været en teglstenskirke. Klosteranlæggets udformning er ukendt. I modsætning til mange andre klosterordener havde johanniterne ingen bestemte regler for udformningen af deres anlæg.
Værne kloster var også et pilgrimsmål i katolsk tid. Historien fortæller blandt andet at en bonde fra Telemarken i 1458 blev pålagt at drage på pilgrimsrejse til Værne, Vadstena og til Nidaros. 
Klostergodset blev konfiskeret i 1532. Dette skete efter at prioren Peter Jonssøn havde støttet kong Christian 2.s forsøg på at generobre Norge i 1532. Jonssøn sendte 40 lod sølv til Christian 2. med bøn om at det ringe bidrag ikke måtte forsmås. Men da Christian 2.s generobringsforsøg slog fejl, led klosteret en hård straf. Frederik 1. afsatte prioren, ophævede klosteret, inddrog dets gods og gav det som len til sin hofsinde Peder Brockenhuus. Værnes tid som religiøst center var dermed slut.

### Efter reformationen
Klosteret blev allerede i 1532 krongods. Bygningerne brændte ned i 1570 i forbindelse med Den Nordiske Syvårskrig. Godset med tilliggende gårde blev forpagtet frem til 1675, da det blev privatiseret.